# 罗杰·伯恩
罗杰·威廉·伯恩（Roger William Byrne，1929年2月8日—1958年2月6日），是已故英格兰职业足球运动员，曼联队长，英格兰国家队成员，在慕尼黑空难中遇难。
伯恩1953年从退役的曼联传奇队长约翰尼·凯利的手中接过队长袖标，率领比他年轻几岁的巴斯比宝贝夺得了连续两届联赛冠军。伯恩的身材和头球能力作为英式打法的后卫并不出色，但是他凭借意识与积极的跑位而出名，其领导能力和个人魅力还使他成为曼联历史上最受爱戴的队长之一。
1958年2月6日，曼联队的座机在慕尼黑机场失事，伯恩是遇难的八名曼联球员之一。当时距离伯恩的29岁生日还有两天，而他的妻子则准备在他回家后告知自己刚刚怀上第一个孩子的喜讯。伯恩逝世八个月后他的遗腹子诞生，取名小罗杰·伯恩。